# Enfidha
Enfidha (o Dar-el-Bey, en árabe tunecino: دار البي  Enfīđa / Dar el bāy) es una ciudad situada en el noroeste de Túnez con una población de aproximadamente 10.000 habitantes. Está visitada por turistas en su ruta a Takrouna.
Se encuentra en la ruta de ferrocarril entre Túnez y Sousse, aproximadamente 45 km al nordeste de Sousse y a unos cuantos kilómetros  del Golfo de Hammamet. El cercano Aeropuerto Internacional de Enfidha-Hammamet, abierto en 2009, sirve vuelos estacionales y chárter a varios países europeos.
Enfidha estuvo concedida por el bey Mahommed-es-Sadok a su ministro de jefe, Khaireddin Pasha, a cambio de la confirmación por el sultán de Turquía en 1871, a través del pasha, de la correcta sucesión al beylik de miembros de la familia Es-Sadok.
Cuándo Khaireddin dejó Túnez para irse a Constantinopla, algunos años más tarde, vende la propiedad a una compañía de Marsella llamada Enfidaville. El intento por las autoridades tunecinas para bloquear la venta de la propiedad a una compradora francesa está considerada como factor determinante en la decisión del gobierno francés para poner Túnez bajo regla colonial. La propiedad era más tarde vendida a la Société Franco-Africaine Enfidaville. Enfidaville se convirtió en el asentamiento principal del territorio, una propiedad de más de 300.000 acres (1,200 km²) en el distrito de Sahel de Túnez, formando un rectángulo entre las ciudades de Hammamet, Sousse (Susa), Kairawan y Zaghwan. En esta propiedad, dedicada al cultivo de cereales, olivas, parras y a pastoreo, había colonias de europeos e indígenas. En Enfidaville, que según su nombre nativo era un palacio del beys de Túnez, hubo un gran establecimiento que cría caballar y un frecuentado mercado semanal.
Aproximadamente 8 km al norte de Enfidaville está Henshir Fraga, la antigua Uppenna, dónde se hallan las ruinas de una fortaleza grande y de una iglesia en la que se encontraron mosaicos con epitafios de varios obispos y mártires. El obispado de Uppenna ha ejercido como diócesis titular católica desde 1967.